# Hans Fredrik Bergström
Hans Fredrik Bergström (i riksdagen kallad Bergström i Björsbyn), född 5 oktober 1829 i Luleå landsförsamling, död 14 juli 1890 i Nederluleå församling, var en svensk lantbrukare och politiker. 
Hans Fredrik Bergström, som kom från en bondesläkt, var lantbrukare i Björsbyn i Nederluleå socken, där han också hade kommunala uppdrag. 
Han var riksdagsledamot i andra kammaren 1879–1884 för Luleå domsagas valkrets. I riksdagen var han bland annat suppleant i bevillningsutskottet 1884. Han engagerade sig exempelvis i väghållningsfrågor.